# Ghetto (Malurt-album)
 For alternative betydninger, se Ghetto (flertydig). (Se også artikler, som begynder med Ghetto)
Ghetto er det sjette og sidste studiealbum fra det danske rockband Malurt, der blev udgivet i 1993 på Genlyd. Albummet er produceret af Finn Verwohlt, der tidligere har arbejdet sammen med bl.a. Lars H.U.G., Elisabeth, Nanna og Miss B. Haven.

## Spor
Alle sange skrevet og komponeret af Michael Falch. 
| #   | Titel                         | Længde |
| --- | ----------------------------- | ------ |
| 1.  | "Gorilla med guldøl"          | 3:48   |
| 2.  | "Politisk nu!"                | 4:28   |
| 3.  | "Hjerte af is"                | 3:12   |
| 4.  | "Vilde fugl"                  | 5:12   |
| 5.  | "Hvor blev din kærlighed af?" | 3:34   |
| 6.  | "Kommet for at blive"         | 3:16   |
| 7.  | "Ghetto party"                | 3:49   |
| 8.  | "Tænd verden"                 | 4:48   |
| 9.  | "Baglæns rum"                 | 4:04   |
| 10. | "Sommerengel i sort"          | 3:58   |
| 11. | "Himlens bagdør"              | 4:53   |
| 12. | "Hvisken i græsset"           | 3:09   |

## Medvirkende
Malurt
- Michael Falch –  vokal, guitar, mundharpe
- Peter Viskinde – guitar, kor
- Pete Repete – keyboards, kor
- Dia Nielsen – bas, kor
- Peter Mors – trommer, kor

Øvrige musikere
- Jacob Andersen – percussion
- Lis Damm – kor
- Lonni Moe – kor
- Pernille Dan – kor
- Merete Westh – kor
- Trille Olsen – kor

Produktion
- Finn Verwohlt – producer, lydmiksning
- Martin Karaoglan – lydtekniker
- Pete Repete – lydtekniker (pre-produktion i No One Home Studios)
- Jørgen Knub – mastering
- Allan Krohn – mastering
- Morten Vest – design
- Søren Svendsen – fotos
- Peer Mortensen – fotos